# 秋房愚樂
秋房 愚楽（あきふさ ぐらく、6月13日 - ）は、日本舞踊家・振付師。男性　血液型はB型。身長170cm。体重58kg。

## 人物・来歴
幼少の頃より舞踊家である母に日本舞踊を学びながら諸師匠方に手ほどきを受けるも、自分の中に芸の狭さを疑い始め、2001年に単身で大阪へ向かう。以降京舞・上方舞や江戸舞踊との差異に触れながら修行する。
平成19年9月NHK大阪ホールにて「萩江節 稲舟」を踊るのを皮切りに国立文楽劇場、京都南座、小倉芸術劇場ほか各地の小劇場やライブハウスも巡演、好評を博している。
国内だけでなく海外での公演も評判である。
2006年2月愚楽会を結成し活動をしてきたが、2009年6月「日本舞踊　秋房流」を創流し家元を名乗る。
現在は「伝統文化は過去から伝えられたものではなく、未来からの預かりものである」と考えながら、自己修練と後輩の指導に当たる。

またその他にも地芝居・農村歌舞伎や創作舞踊等の演出・振付けなどの指導にもあたる。
特に芸者役や遊女役等の粋筋な女形は評判である。
近年では海外での日本舞踊公演や活動も積極的に行っている。

## 活動等
- 上方伝統芸能活性化プロジェクト 常任講師
- 神戸市北区「六甲丹生かぶき」 指導・演出
- 日本伝統舞台芸術振興会
- 一般社団法人 日本創作舞踊協会 会員

## メディア
- 在シンガポール邦人向け雑誌　JPLUS
- The New Paper (Singapore)
- Zao Bao (Singapore)

## 海外公演
- 2015年　１月　在シンガポール日本大使館　Japan Creative Center
- 2015年　１月　南洋芸術学院（Nanyang Academy of Fine Arts）シンガポール
- 2015年　６月　南洋芸術学院（Nanyang Academy of Fine Arts）シンガポール
- 2016年　7月　在シンガポール日本大使館　Japan Creative Center  日星国交樹立50周年記念日本舞踊公演
- 2016年　7月　在シンガポール日本人会 日星国交樹立50周年記念日本舞踊公演
- 2018年   2月   在シンガポール日本大使館 Japan Creative Center
- 2018年  ２月  シンガポール国立図書館　National library@esplannade

## 講演
- 2015年　１月　シンガポール国立大学